# Elfriede Florin
Elfriede Florin (* 26. März 1912 in Düsseldorf; † 7. März 2006 in Berlin) war eine deutsche Schauspielerin. 

## Leben
Elfriede Goecke absolvierte von 1929 bis 1931 eine Schauspielausbildung an der Theaterschule von Louise Dumont in Düsseldorf. Seit 1930 war sie Mitglied der KPD. Bereits 1930 gab sie in Trier ihr Bühnendebüt. In der Zeit des Nationalsozialismus war sie ab 1942 Mitarbeiterin des Hauptkulturamtes der NS-Reichspropapagandaleitung. Sie hatte Engagements in Mainz, Breslau und Berlin, wo sie von 1950 bis 1967 zum Ensemble des Theaters der Freundschaft und danach für lange Jahre zum Ensemble der Volksbühne gehörte.
1954 gab Elfriede Florin neben Eduard von Winterstein und Erika Dunkelmann im Krimi Gefährliche Fracht ihr Spielfilmdebüt. In den nachfolgenden Jahren spielte sie unter der Regie von Kurt Maetzig in Schlösser und Katen und unter der Regie von Gérard Philipe und Joris Ivens in der sozialkritischen Historienkomödie Die Abenteuer des Till Ulenspiegel. Ein weiteres Mal stand sie für eine internationale Produktion vor der Kamera: In Jean-Paul Le Chanois’ Adaption von Victor Hugos Drama Les Misérables agierte sie als Gemahlin Bourvils, an der Seite so bekannter Schauspieler wie Bernard Blier und Jean Gabin. Daneben wirkte sie in zahlreichen Fernsehproduktionen (Die Heinitzer, Wege übers Land) und Filmen (Zwei Mütter, Frau Holle) mit.
Von 1957 bis 1963 war sie Mitglied der Stadtverordnetenversammlung von Ost-Berlin.
Aus der Ehe mit dem Dramaturgen Walter Schmitt entstammen drei Kinder, ein Sohn, der als kleines Kind verstarb, und zwei Töchter. Die Tochter Walfriede Schmitt wurde ebenfalls Schauspielerin. 

## Auszeichnungen
- 1965: Vaterländischer Verdienstorden in Silber
- 1977: Vaterländischer Verdienstorden in Gold

## Filmografie (Auswahl)
- 1954: Gefährliche Fracht
- 1954: Leuchtfeuer
- 1955: Sommerliebe
- 1956: Mich dürstet
- 1956: Thomas Müntzer – Ein Film deutscher Geschichte
- 1956: Die Abenteuer des Till Ulenspiegel (Les Aventures de Till L’Espiègle)
- 1957: Schlösser und Katen
- 1957: Zwei Mütter
- 1957: Die Elenden (Les misérables)
- 1958: Tilman Riemenschneider
- 1958: Der junge Engländer
- 1958: Abgeordneter Willy Jung
- 1959: Schneider Wibbel
- 1959: Simplon-Tunnel
- 1959: Kabale und Liebe
- 1960: Johnny Belinda
- 1960: Tanzmädchen für Istanbul
- 1960/2014: Sommerwege
- 1960: Der Moorhund
- 1962: Tanz am Sonnabend – Mord?
- 1963: Blaulicht: Heißes Geld (TV)
- 1963: Frau Holle
- 1963: Es geht nicht ohne Liebe (TV)
- 1965: Die besten Jahre
- 1965: Die andere Front
- 1965: Die Heinitzer
- 1966: Irrlicht und Feuer (Fernsehfilm, Zweiteiler)
- 1968: Wege übers Land (TV)
- 1970: Prüfung in Breida
- 1971: Mein Freund
- 1974: Der Sandener Kindesmordprozess

## Synchronrollen (Auswahl)
- 1957: Maric Brozová als Staseks Mutter in Jan Hus

## Theater
- 1950: Gustav von Wangenheim: Du bist der Richtige – Regie: Hans Rodenberg (Theater der Freundschaft)
- 1950: Vera Ljubimova: Schneeball 14+ – Regie: Charlotte Küter (Theater der Freundschaft)
- 1951: Hedda Zinner: Spiel ins Leben – Regie: Hans Rodenberg (Theater der Freundschaft)
- 1953: Z. Ssolodar: Ferien am Waldsee – Regie: Gustav Wehrle (Theater der Freundschaft)
- 1953: A. Sak/I. Kusnezow: Vorwärts, ihr Mutigen – Regie: Paul Lewitt (Theater der Freundschaft)
- 1954: Wiktor Rosow: Ihre Freunde (Mutter) – Regie: Gustav Wehrle (Theater der Freundschaft)
- 1955: Vera Ljubimowa: Schneeball – Regie: Josef Stauder (Theater der Freundschaft)
- 1956: Josef Kajetán Tyl: Schwanda, der Dudelsackpfeifer von Strakonitz – Regie: Josef Stauder (Theater der Freundschaft)
- 1956: Curt Corrinth: Trojaner – Regie: Robert Trösch/Benno Bentzin (Theater der Freundschaft)
- 1958: Wera Küchenmeister/Claus Küchenmeister: Damals 18/19 – Regie: Lothar Bellag (Theater der Freundschaft)
- 1958: Sergej Michalkow: Sombrero – Regie: Josef Stauder/Manfred Dorschan (Theater der Freundschaft)
- 1959: Samuil Marschak: Die zwölf Monate – Regie: Lutz Friedrich (Theater der Freundschaft)
- 1959: Friedrich Schiller: Wallenstein (Herzogin) – Regie: Karl Paryla (Deutsches Theater Berlin)
- 1960: Vera Ljubimowa: Schneeball – Regie: Rudi Kurz (Theater der Freundschaft)
- 1962: Tatjana Sytina: Erste Begegnung (Tante Nastja) – Regie: Kurt Rabe (Theater der Freundschaft)
- 1965: Juri Sotnik: Ein schrecklicher Tag (Olga Leonidowna) – Regie: Kurt Rabe (Theater der Freundschaft)
- 1967: Helmut Baierl: Mysterium Buffo – Variante für Deutschland (Tempelhüter) – Regie: Wolfgang Pintzka (Volksbühne Berlin)
- 1970: Bertolt Brecht: Der gute Mensch von Sezuan (Frau) – Regie: Benno Besson (Volksbühne Berlin)

## Hörspiele
- 1973: Nikolai Ostrowski: Pawels Lehrjahre (Pawels Mutter) – Regie: Andreas Scheinert (Hörspiel – Litera)